# Companhia Brasileira de Trens Urbanos
Die Companhia Brasileira de Trens Urbanos (CBTU) ist eine brasilianische Bahngesellschaft für Vorortzüge und wurde am 22. Februar 1984 durch das Verkehrsministerium gegründet. Das Unternehmen gehörte zur Gruppe des Staatsunternehmens der brasilianischen Bahnlinien Rede Ferroviária Federal (RFFSA) und wurde mit dem Ziel gegründet die urbanen Personentransportsysteme zu modernisieren, weitere Systeme aufzubauen sowie die Qualität und Produktivität der Services der Linien zu verbessern und damit den Lebensstandard in den Großstädten zu heben.
Wegen der wachsenden Tendenz der Dezentralisation dieser Services des personenbezogenen urbanen Schienentransports wurde die Kontrolle 1994 von der RFFSA der União übertragen. Seither wird die CBTU nicht mehr direkt durch das brasilianische Verkehrsministerium gelenkt, sondern von den Stadtverwaltungen der Städte und Regierungen der Bundesstaaten. CBTU operiert die Vorortzüge der Großstädte Recife, Belo Horizonte (metrô), Maceió, Natal, Salvador und João Pessoa. Des Weiteren beaufsichtigt CBTU Instandsetzungsprojekte in den Städten Fortaleza, Rio de Janeiro und São Paulo. In diesen Städten sind die Metrô- und Vorortbahnsysteme bereits in privatem Besitz.

## Überblick der CBTU Schienenverkehrssysteme
Beschreibung der CBTU Schienentransportsysteme im Jahr 2007
| Beschreibung                      | Recife | Belo Horizonte(Metrô) | Natal | João Pessoa | Maceió | Salvador(Metrô) | Total    |
| --------------------------------- | ------ | --------------------- | ----- | ----------- | ------ | --------------- | -------- |
| Strecken (km) Total KM            | 65,7   | 28,2                  | 56,2  | 30          | 32,1   | 13,5            | 225,7 km |
| davon: Elektrifiziert             | 34,7   | 28,2                  | -     | -           | -      | 13,5            | 76,4 km  |
| davon: Nicht Elektrifiziert       | 31     | -                     | 56,2  | 30          | 32,1   | -               | 149,3 km |
| Passagiere – in Tausend (2003)    | 169,8  | 106,6                 | 9,0   | 9,6         | 5,6    | neu             | 300,6    |
| Anzahl der Bahnhöfe               | 27     | 19                    | 22    | 9           | 15     | 10              | 102      |
| Verkehrsinterval (min)            | 6      | 5,5                   | 95    | 62          | 68     | -               | -        |
| Personal *                        | 1.635  | 690                   | 134   | 129         | 164    | 100             | 2.838*   |
| Versorgte Gemeinden               | 4      | 2                     | 4     | 4           | 3      | 2               | 19       |
| Bevölkerung der Städte in Tausend | 2.200  | 2.800                 | 1053  | 952         | 1006   | 2.892           | 10.492   |

(*) Die zentrale Administration in Rio de Janeiro hatte am 31. Dezember 2006 weitere 403 Angestellte
- [1][2]

## Metrôs im Verbund CBTU
- Metrô de Belo Horizonte
- Metrô do Recife
- Metrô de Salvador